# Campionati europei di canoa slalom 2019
I Campionati europei di canoa slalom 2019 sono stati la 20ª edizione della competizione continentale. Si sono svolti a Pau, in Francia, dal 29 maggio al 2 giugno 2019.

## Medagliere
| Pos.   | Paese         | Oro | Argento | Bronzo | Totale |
| ------ | ------------- | --- | ------- | ------ | ------ |
| 1      | Rep. Ceca     | 3   | 0       | 1      | 4      |
| 2      | Gran Bretagna | 2   | 1       | 1      | 4      |
| 3      | Slovenia      | 2   | 1       | 0      | 3      |
| 4      | Francia       | 1   | 2       | 1      | 4      |
| 5      | Germania      | 0   | 2       | 3      | 5      |
| 6      | Spagna        | 0   | 1       | 0      | 1      |
| 6      | Polonia       | 0   | 1       | 0      | 1      |
| 8      | Austria       | 0   | 0       | 1      | 1      |
| 8      | Russia        | 0   | 0       | 1      | 1      |
| Totale | Totale        | 8   | 8       | 8      | 24     |

## Podi

### Uomini
| Evento              | Oro                                                   | Punti  | Argento                                                | Punti  | Bronzo                                                  | Punti  |
| Canoa C-1           | Benjamin Savšek                                       | 98,59  | Martin Thomas                                          | 99,38  | Sideris Tasiadis                                        | 100,77 |
| Canoa C-1 a squadre | Slovenia Benjamin Savšek Luka Božič Anže Berčič       | 102,25 | Francia Denis Gargaud Chanut Martin Thomas Cédric Joly | 102,41 | Russia Dmitrii Khramtsov Kirill Setkin Pavel Kotov      | 104,61 |
| Kayak K-1           | Vít Přindiš                                           | 93,67  | Dariusz Popiela                                        | 94,44  | Quentin Burgi                                           | 94,91  |
| Kayak K-1 a squadre | Rep. Ceca Vavřinec Hradilek Vít Přindiš Jiří Prskavec | 95,72  | Slovenia Peter Kauzer Martin Srabotnik Niko Testen     | 99,91  | Germania Hannes Aigner Sebastian Schubert Stefan Hengst | 100,09 |

### Donne
| Evento              | Oro                                                           | Punti  | Argento                                             | Punti  | Bronzo                                                      | Punti  |
| Canoa C-1           | Mallory Franklin                                              | 109,50 | Núria Vilarrubla                                    | 120,15 | Kimberley Woods                                             | 125,39 |
| Canoa C-1 a squadre | Gran Bretagna Mallory Franklin Kimberley Woods Sophie Ogilvie | 127,14 | Germania Elena Apel Andrea Herzog Jasmin Schornberg | 127,43 | Rep. Ceca Tereza Fišerová Eva Říhová Kateřina Havlíčková    | 131,19 |
| Kayak K-1           | Amálie Hilgertová                                             | 104,95 | Mallory Franklin                                    | 105,14 | Jasmin Schornberg                                           | 107,52 |
| Kayak K-1 a squadre | Francia Marie-Zélia Lafont Lucie Baudu Camille Prigent        | 114,08 | Germania Ricarda Funk Jasmin Schornberg Elena Apel  | 115,07 | Austria Corinna Kuhnle Nina Weratschnig Viktoria Wolffhardt | 120,25 |